# Neobisium gentile
Neobisium gentile (Beier, 1939) es una especie de arácnido del orden Pseudoscorpionida de la familia Neobisiidae. 

### Subespecies
- Neobisium gentile flavum
- Neobisium gentile gentile
- Neobisium gentile novum

## Distribución geográfica
Se encuentra en los territorios que antes se llamaban Yugoslavia.